# Lipomin
Lipomin Lipova este o companie îmbuteliatoare de apă minerală din România.
Titlurile companiei se tranzacționează la categoria de bază a pieței Rasdaq, sub simbolul LIPO.
Lipomin Lipova a achiziționat, în luna februarie a anului 2006, afacerea cu ape minerale Carpatina din Piatra Neamț, de la compania Petrom.
În iunie 2008, Carpatina cumpărat firma Herculane Water din Băile Herculane, fabrica de îmbuteliat apă plată a societății, și cele două terenuri aferente, în suprafață totală de peste 7.400 de metri pătrați.
În anul 2007, Carpatina și Lipomin au îmbuteliat și vândut 74 milioane litri de apă, vânzări care s-au ridicat la aproximativ 10 milioane de euro.
Cele două companii dețin aproximativ 7 % din piața românească de apă minerală îmbuteliată la pet.
În prezent (iulie 2008), portofoliul brandului Carpatina cuprinde Carpatina Forte, Carpatina Light și Carpatina Plată.
Apa minerală naturală carbogazoasă (Forte) și apa minerală naturală ușor carbogazificată (Light) provin din sursa tradițională a brandului Carpatina, izvorul Toșorog, situat în Munții Bicazului din Piatra Neamț.
Cifra de afaceri în 2004: 1,7 milioane euro